# Minas de Salvia
Minas de Salvia es un caserío peruano ubicado en el distrito de Lagunas, perteneciente a la provincia de Ayabaca del departamento de Piura, al norte del Perú. 

## Ubicación
Minas de Salvia se ubica al sur de la provincia de Ayabaca, en el distrito de Lagunas, en el departamento de Piura.

## Demografía
En 2017 Minas de Salvia tenía una población de 102 habitantes.
| Gráfica de evolución demográfica de Minas de Salvia entre 1993 y 2017 |
|                                                                       |
| Fuentes: Población 1993 y 2017                                        |